# Gregg Hoffman
Gregg Hoffman (Phoenix, 11 de junho de 1963 - Los Angeles, 4 de dezembro de 2005) foi um produtor de cinema responsável pela elaboração dos filmes Jogos Mortais e Jogos Mortais II. Ele estava trabalhando em Jogos Mortais III e outros filmes da Twisted Pictures quando morreu em um hospital em Hollywood, Califórnia, de causas naturais no domingo depois de ser admitido com queixa de dor no pescoço. O personagem Mark Hoffman da franquia Jogos Mortais foi nomeado em sua memória. O filme Gritos Mortais foi dedicado em sua memória.

## Filmografia
- Jogos Mortais IV (2008)
- Gritos Mortais (2007)
- Catacombs (2007)
- Jogos Mortais III (2006)
- Jogos Mortais II (2005)
- Jogos Mortais (2004)
- George of the Jungle 2 (2003)
- Only You (1992)
- Chuva Monster (1989)